# هاينز يوست
هاينز يوست (و. 1904 – 1964 م) هو محامي، وقانوني من الإمبراطورية الألمانية، وألمانيا النازية، وألمانيا الغربية، ولد في هومبرغ، كان عضوًا في الحزب النازي، كان عضوًا في شوتزشتافل، توفي في بنسهايم، عن عمر يناهز 60 عاماً.